# كينيث كوكريل
كينيث كوكريل (بالإنجليزية: Kenneth Cockrell)‏ (و. 1950 – م) هو ضابط، ورائد فضاء، وطيار اختبار من الولايات المتحدة الأمريكية . ولد في أوستن، تكساس .تولى منصب Chief of the Astronaut Office (1 أكتوبر 1997–1 أكتوبر 1998) .

## ريادة الفضاء
شارك في المهمات الفضائية:
- STS-56[3]
- STS-98[3]
- STS-80[3]
- رحلة الفضاء STS-69[3]
- STS-111.[3]

## الخدمة العسكرية
خدم في بحرية الولايات المتحدة.